# Генрі Паркер
Ге́нрі Па́ркер (англ. Henry Parker) — британський інженер в колоніальному Цейлоні у вікторіанські часи. 

## Біографія
У період 1873—1904 років працював в ірригаційному департаменті.
Під час роботи інженером він захоплювався навичками древніх сингальців під час будівництва їх водосховищ.   
Генрі Паркер уславився тим, що вивчав і упорядкував фольклор Шрі-Ланки, ставши авторитетом у цій галузі. Він, зокрема, автор 2-х книг з теми: 
- Ancient Ceylon, London-Luzac & Co., First Published by the India Office (1909) — дослідження з тубільної та ранньої цивілізації Шрі-Ланки;
- Village Folk-Tales of Ceylon (1910) — величезне (269 текстів) зібрання фольклорних текстів, зібраних і перекладених автором.